# Puéchabon
Puéchabon (en occitano, Puèg-Abon) es una comuna francesa situada en el departamento de Hérault, en la región de Occitania.
Es un pueblo de carácter rústico que ha sabido conservar todo el ambiente de su identidad medieval. Se destacan su callejón del siglo XI, su antigua iglesia castillo y sus murallas del siglo XII.

## Demografía
| 239 | 200 | 221 | 255 | 273 | 346 | 506 | 507 |
| Para los censos de 1962 a 1999 la población legal corresponde a la población sin duplicidades (Fuente: INSEE [Consultar]) |     |     |     |     |     |     |     |